# Toulourenc
Le Toulourenc, rivière à caractère torrentiel du flanc nord du mont Ventoux, prend sa source au pied du château d'Aulan, dans le département français de la Drôme en région Auvergne-Rhône-Alpes.
Il se dirige d'abord vers le sud, passant près de Montbrun-les-Bains et à Reilhanette (Drôme). Il prend ensuite la direction de l'ouest en longeant le Ventoux, passe en Vaucluse par Savoillans, Brantes, Saint-Léger-du-Ventoux pour se jeter dans l'Ouvèze sur la commune d'Entrechaux. Sur la fin de son cours, il fait la limite départementale entre la Drôme et le Vaucluse.

## Géographie
De 39,1 km de longueur, et sinuant selon les combes descendant de la montagne, elle a creusé dans la roche de son lit, en amont et en aval du hameau de Veaux des profondes gorges atteignant parfois 100 mètres. La gorge aval appelée «Estrechon» (à cause de son étroitesse) ne dépasse pas par endroits 1,50 mètre de largeur et a une longueur de 3 kilomètres, de Notre-Dame-des-Anges à Veaux. En amont du hameau, après un autre Estrechon, un effondrement de blocs tient lieu de lit de rivière, puis les gorges se poursuivent jusqu'à Saint-Léger-du-Ventoux..

### Communes et cantons traversés
Département de la Drôme
Aulan (source), Reilhanette, Montbrun-les-Bains, Plaisians, Mollans-sur-Ouvèze, Le Poet-en-Percip.
Département de Vaucluse
Entrechaux, Malaucène, Saint-Léger-du-Ventoux,Savoillan, Brantes, Faucon (embouchure sur l'Ouvèze). 

### Géologie
Dans le couloir de failles séparant les massifs du Ventoux et de Lure des Baronnies (bassin vocontien), la vallée du Toulourenc a été le siège au cours de l'Aptien inférieur, puis de l'Albien moyen-supérieur de mouvements tectoniques importants. 
Au cours de l'Albien, le démantèlement d'escarpements de failles dans les calcaires barrémo-bédouliens, s'accompagne de la mise en place de conglomérats et olistolithes. Cette déformation s'opère en régime décrochant compressif. 
Conjointement, une forte surrection que traduit une lacune méso-crétacée, est circonscrite à l'angle N-W de la plate-forme. L'ouverture de fossés dans la plate-forme par le jeu de failles a favorisé des coulées sableuses albiennes, issues de régions plus méridionales.

### Hydrographie
Font de Martin
Cette source, d'un débit de 30 à 100 L/s, jaillit sur la rive droite du torrent, entre Saint-Léger-du-Ventoux et Brantes. Durant la période estivale, elle constitue le seul apport notable d'eau au Toulourenc. Son origine se trouve dans les poches calcaires perméables du Ventoux qui stockent les précipitations atmosphériques du versant nord. Les hydrologues considèrent qu'un apport provenant du flanc oriental de la montagne de Bluye est tout à fait envisageable.
Notre-Dame des Anges

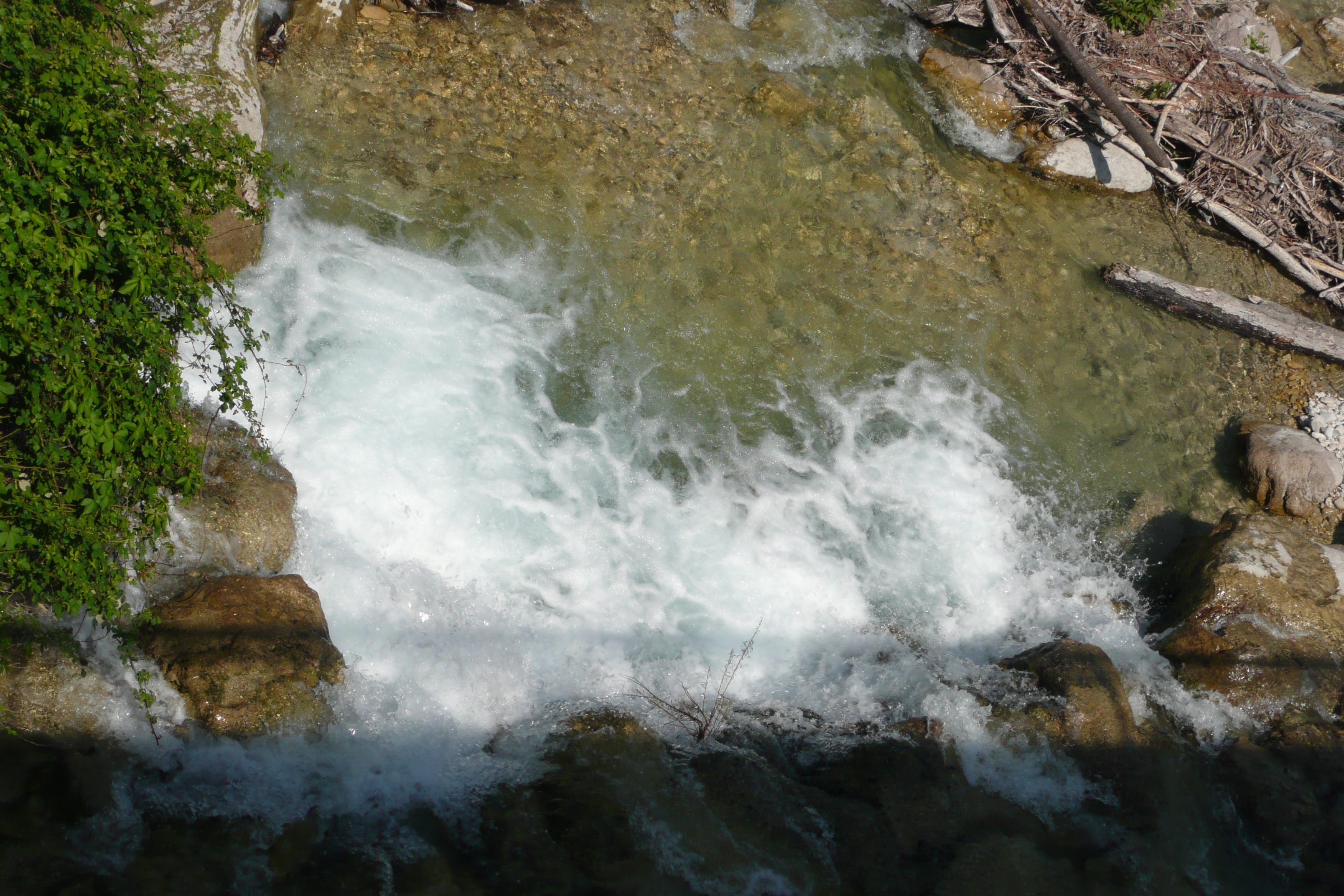
Source de Notre-Dame des Anges

Cette source, située, sur la rive gauche de la vallée du Toulourenc, émerge d'une galerie qui s'enfonce sous la montagne du Rissas. Son débit, qui varie de 40 à 100 l/s, est complété par des apports d'autres petites sources qui jaillissent à quelques mètres de cette résurgence. Ce système est alimenté au sud par les infiltrations atmosphériques de la montagne de Rissas, au sud-est par le sommet de la Plate, et par les versants nord et nord-ouest de la montagne de Bluye.

## Affluents
Le Toulourenc compte vingt-neuf affluents référencés dont :
- Ravin de Combe d'Enraud (V6031000)
- Torrent de Quinsant (V6031020)
- Ravin de Lagrange (V6030520), avec un affluent
- Torrent d'Anary (V6030540), avec quatre affluents
- Ruisseau de Trémalaud (V6031220), avec trois affluents
- Ruisseau de Champ d'Angros (V6031240)
- Ravin de Vic (V6031260)
- Ravin de Briançon (V6030560), avec quatre affluents
- Torrent du Maldaric (V6031360)
- Torrent du Bourboulet (V6031380)
- Torrent de la Sèpe (V6031400)
- Torrent de la Combe de la Mure (V6030580), avec un affluent
- Vallat du Revestet (V6031440)
- Vallat du Tombereau (V6031460)
- Vallat Grand du Rieufroid (V6030620), avec deux affluents
- Vallat du Col du Comte (V6031520)
- Combe de Réchaume (V6031540)
- Vallat du Ras de Marceau (V6031560)
- Vallat du Grand Ray (V6031580)
- Ravin du Pas du Loup (V6031600)
- Grande Combe (V6031640)
- Combe Fer (V6031660)
- Ravin de Borie (V6031680)
- Belle Combe (V6031700)
- Combe de Bouche-Grasse (V6031720)
- Ravin de l'Ismarde (V6031740)
- Combe des Gainons (V6031760)
- Vallon de Pater-Noster (V6031780).

(Les références entre parenthèses correspondent à leur numéro de fiche sur le site du SANDRE).
Le rang de Strahler est donc de deux.

## Hydrologie
Le débit de la rivière est de type pluvial méridional.

### Le Toulourenc à Malaucène
Une station est implantée depuis 1969 à Malaucène au hameau de Veaux. Le module est en période normale de 1,30 m3/s. Ce type de débit caractérise le régime des torrents sous climat méditerranéen.

### Étiage ou basses eaux
À l'étiage, c'est-à-dire aux basses eaux, le VCN3, ou débit minimal du cours d'eau enregistré pendant trois jours consécutifs sur un mois, en cas de quinquennale sèche s'établit à 0,081 m3/s, ce qui est faible ,.

### Crues
Lors des crues, il a été observé un débit journalier maximal de 57,7 m3/s, le 7 janvier 1994, avec des pointes instantanées ayant atteint 81 m3/s, le 2 décembre 2003 à 17h04, et pour une hauteur maximale instantanée de 204 cm le même décembre 2003.
Le QIX 10 est de 64 m3/s, le QIX 20 est de 75 m3/s et le QIX 50 est de 90 m3/s.
Alors que le QIX 2 est de 35 m3/s et le Qix 5 de 53 m3/s.

### Lame d'eau et débit spécifique
La lame d'eau écoulée dans cette partie du bassin versant de la rivière est de 274 millimètres annuellement, ce qui est un peu inférieur à la moyenne en France. Le débit spécifique (Qsp) atteint 8,7 litres par seconde et par kilomètre carré de bassin.

## Histoire

### Étymologie
En dépit de la légende, l'étymologie de Toulourenc n'a rien à voir avec son débit variable qui l'aurait fait dénommer « toul ou renc » c'est-à-dire « tout ou rien ». Charles Rostaing souligne que, comme pour Toulon, cet hydronyme est lié à une divinité aquatique prélatine « Tolo », qui se retrouve dans Le Tholonet et Le Thoronet ainsi que dans le dérivé occitan « toron » /turũ/ (source).
La seconde partie est formée de deux suffixes -r -enco, ce dernier est un féminin « qui sert au départ à nommer les habitantes d'un lieu ». Il est rarement employé en toponymie mais on connait Lalbenque, avec suffixe -incum (enco), qui s'interprète comme « celle qui vit sur la colline », et baumolenco, désignant une « habitante de la grotte ». La toulourenco désigne donc l'habitante (divinité) de la source christianisée avec Notre-Dame des Anges.